# Classicamente io
Classicamente io è il quinto album del cantante napoletano Tony Colombo, del 1999 dove canta delle cover di canzoni classiche napoletane.

## Tracce
1. A Cambiala
2. O carrettino siciliano
3. Mio Caro pubblico
4. Si stata tu
5. Duie paravise
6. O sciupafemmene
7. A Storia mia
8. O palazziello
9. Core spezzato
10. Malafemmena